# Alix de Dreux
Ne doit pas être confondue avec Alix II de Dreux (1156-1217), fille de Robert Ier de Dreux  et de Agnès de Baudement.
Ne doit pas être confondue avec Alix de Dreux (fille de Robert II)  et de Yolande de Coucy  (1189-1258 env.).
Alix de Dreux, née en 1145 ou 1146 et morte entre 1205 et 1210, est la fille de Robert Ier de Dreux, cinquième fils de Louis VI le Gros, roi de France, et de Harvise d'Évreux, fille de Gautier de Salisbury (mort en 1147) et de Sibylle de Sourches.

## Mariages et descendance
Alix de Dreux se maria quatre fois :
- Mariée le 24 juin 1156 avec Waleran (Valéran) III de Breteuil (1131-1161) dont :
  - Gautier de Breteuil (1159-1196),
  - Mahaut de Breteuil (1160-1218),
  - Amicie de Breteuil (1160-1226) mariée à Baudoin II du Donjon-Corbeil-Beauvais (fils de Baudoin de Corbeil) de la famille Le Riche,
  - Giselberthe de Breteuil (1161-1219) ;

- Mariée en 1162 avec Guy II de Châtillon (1140-1170) dont :
  - Guy III de Châtillon, meurt au Siège de Saint-Jean-d'Acre vers 1191,
  - Gaucher III de Châtillon (1169-1219) épouse en 1196 Élisabeth de Saint-Pol (1180-1212), fille d'Hugues IV de Campdavaine, comte de Saint-Pol,
  - Robert de Châtillon, évêque de Laon de 1210 jusqu'à sa mort en 1215,
  - Marie de Châtillon  (1170-1241),
  - Alix de Châtillon ;

- Mariée en 1171 avec Jean Ier de Thourotte, châtelain de Noyon (mort en 1182) dont :
  - Guy né en 1172, décédé en bas âge,
  - Jean II de Thourotte (1173-1237) ;

- Mariée en 1183 avec Raoul Ier de Soissons ou Raoul de Nesle, comte de Soissons (1150-1237) dont :
  - Gertrude de Nesle-Soissons (1184-1220) mariée en premières noces au comte Jean de Beaumont, le dernier comte de sa Maison, mort sans postérité en 1223, fils du comte Mathieu II de Beaumont. En 1193 elle épouse en secondes noces le connétable Mathieu II de Montmorency,
  - Aliénor de Soissons (1190-1234), mariée en premières noces à Mathieu III de Beaumont (mort en 1209) a priori sans postérité et en secondes noces à Étienne (II) de Sancerre.

## Ascendance
Hugues Capet ➜  Robert II de France ➜ Henri Ier de France ➜ Philippe Ier de France ➜ Louis VI de France ➜ Robert Ier de Dreux ➜ Alix de Dreux.